# Luški
Luški otok je nenaseljeni otočić u hrvatskom dijelu Jadranskog mora.
Njegova površina iznosi 0,294 km². Dužina obalne crte iznosi 3,1 km.